# Cá trôi trắng
Cá trôi Mrigal, cá trôi trắng, cá mrigan (danh pháp hai phần: Cirrhinus cirrhosus) là một loài cá thuộc chi Cá trôi trong họ Cá chép. Đây là loài bản địa các con sông lớn tại tiểu lục địa Ấn Độ. Tuy nhiên, do được nuôi ở nhiều nơi cho nên phạm vi phân bố hiện tại khó xác định.